# Hydramethylnon
Hydramethylnon ist ein Wirkstoff zum Pflanzenschutz und eine chemische Verbindung aus der Gruppe der Aminoguanidine, die zwei Trifluormethylgruppen aufweist.

## Gewinnung und Darstellung
Hydramethylnon kann durch eine Kondensationsreaktion von 4-Trifluormethylbenzaldehyd mit Aceton und der weiteren Reaktion des entstandenen Zwischenprodukts mit einem Hydrazinderivat gewonnen werden.

## Eigenschaften
Hydramethylnon als technisches Produkt ist ein gelber bis gelbbrauner kristalliner Feststoff mit charakteristischem Geruch nach Pflanzenöl. Unter Lichteinwirkung wird es durch Photolyse schnell abgebaut.

## Verwendung
Hydramethylnon wird als Insektizid verwendet. Es wurde ursprünglich 1977 von American Cyanamid entwickelt und ist zum Beispiel unter den Namen Amdro, Combat, Faslan, Maxforce, Sensible oder Siege im Handel. Diese Produkte sind langsam wirkende Gifte, die hauptsächlich gegen Ameisen auf Grasflächen, Weideland, Zier- und Sportrasen und ähnlichen nicht landwirtschaftlich genutzten Flächen verwendet werden. Hydramethylnon wird in den USA auch im Haushalt und in gewerblichen Betrieben (außerhalb der Lebensmittelindustrie) gegen Ameisenarten, Silberfischchen, Termiten und Kakerlaken eingesetzt. Die Wirkung von Hydramethylnon beruht auf der Hemmung der Produktion von ATP in den Mitochondrien.

## Zulassung
In den EU-Staaten einschließlich Deutschland und Österreich sowie in der Schweiz sind keine Pflanzenschutzmittel mit dem Wirkstoff Hydramethylnon zugelassen.

## Externe Links zu erwähnten Verbindungen
1. ↑  Externe Identifikatoren von bzw. Datenbank-Links zu 4-Trifluormethylbenzaldehyd:  CAS-Nr.: 455-19-6, EG-Nr.: 207-240-7, ECHA-InfoCard: 100.006.583, PubChem: 67996, Wikidata: Q72511618.